# Elkalyce polysperchon
Elkalyce polysperchon är en fjärilsart som beskrevs av Johann Andreas Benignus Bergsträsser 1779. Elkalyce polysperchon ingår i släktet Elkalyce och familjen juvelvingar. Inga underarter finns listade i Catalogue of Life.